# کاروانسرای خرگور
کاروانسرای خرگور مربوط به دوره قاجار است و در مرز شهرستان کرمان و بردسیر، غرب جاده آسفالته واقع شده و این اثر در تاریخ ۷ مهر ۱۳۸۱ با شمارهٔ ثبت ۶۴۶۸ به‌عنوان یکی از آثار ملی ایران به ثبت رسیده است.